# Andrómaco (hijo de Aqueo)
Andrómaco (en griego antiguo: Ἀνδρόμαχος) fue un noble anatolio de la Macedonia griega, y de ascendencia persa, que vivió durante el siglo III a. C. El padre de Andrómaco era un noble rico que poseía fincas en Anatolia y su familia tenía fuertes conexiones reales. Andrómaco era el segundo hijo de Aqueo, con una madre griega desconocida, y era nieto de Seleuco I Nicátor (el fundador del Imperio seléucida) y su primera esposa Apama I. Tenía un hermano; Alejandro y dos hermanas; Antióquida y Laódice I. Él fue el padre del general Aqueo y de Laódice II, esta última se casó con su primo, el rey seleucida Seleuco II Calinico y fueron los padres de Antíoco III el Grande.